# Basilika St. Benedikt der offenen Tür

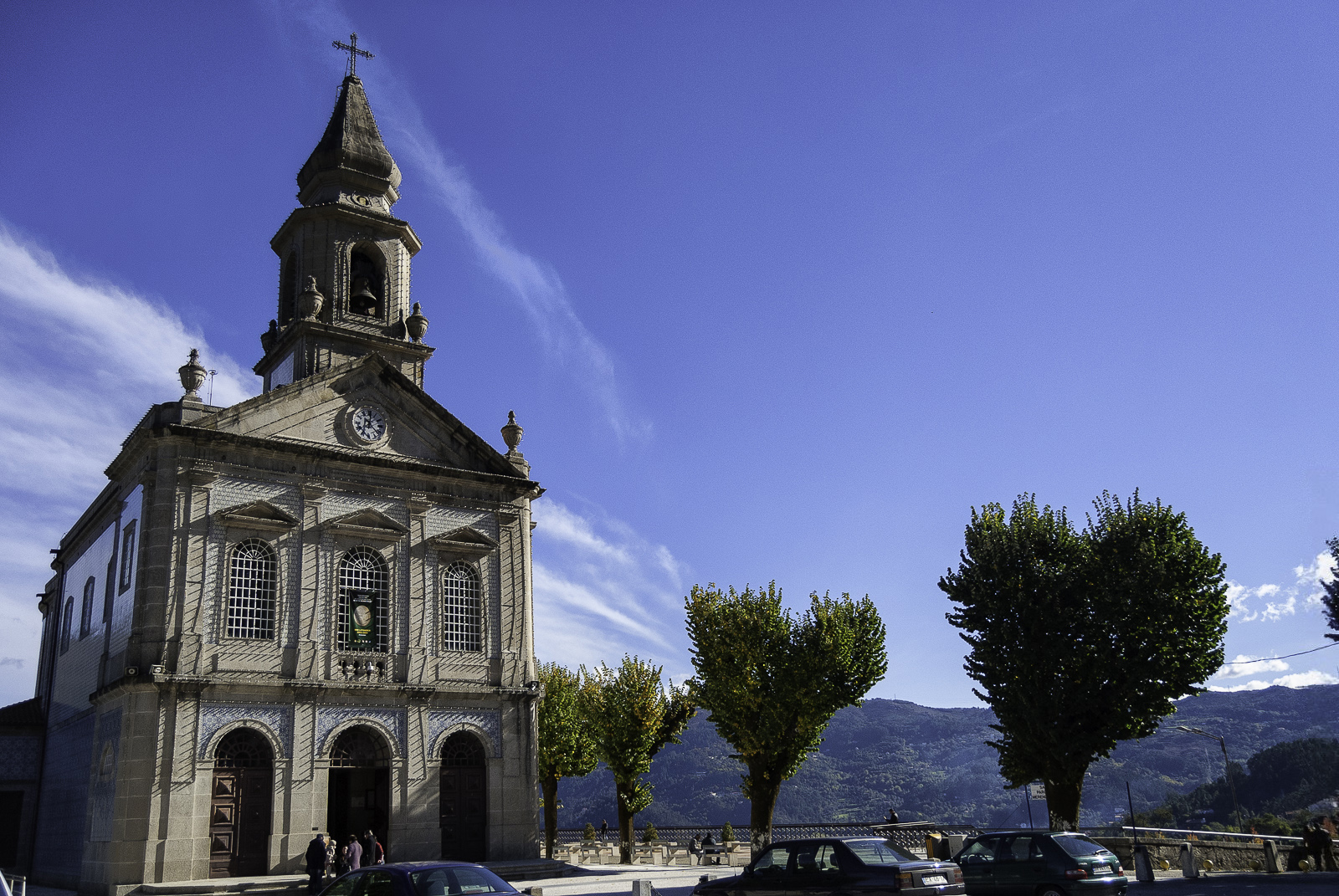
Außenansicht der Basilika

Die Basilika St. Benedikt der offenen Tür (portugiesisch Basilica São Bento da Porta Aberta) ist eine römisch-katholische Kirche in Rio Caldo im Norden Portugals. Die zum Erzbistum Braga gehörende Kirche ist Benedikt von Nursia gewidmet und erhielt 2015 den Titel einer Basilica minor. Sie ist Teil des gleichnamigen Heiligtums, das seit 2011 als nationales Baudenkmal geschützt ist, und von dem es einen prächtigen Ausblick auf das Tal des Cávado mit der Talsperre Caniçada gibt.

## Basilika

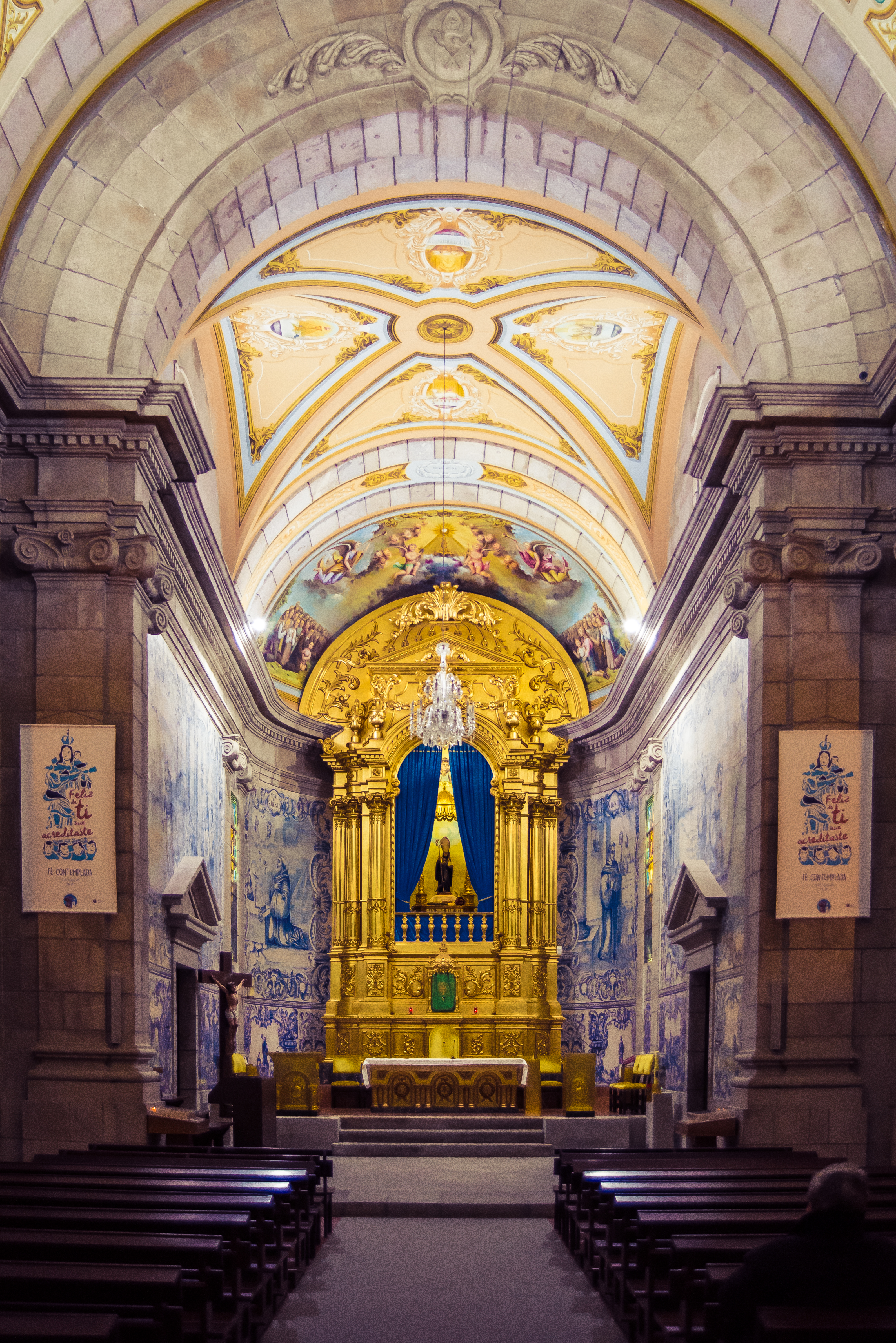
Innenraum der Basilika

Der Standort der Kirche am Südhang des Tals des Rio Caldo geht auf eine Kapelle zurück, deren Bau Aleixo de Menezes 1614 als Erzbischof von Braga für die Betreuung der hiesigen Gläubigen anordnete. Die Kapelle wurde dann 1615 dem hl. Benedikt geweiht. Aus der stets offenstehenden Tür für die Reisenden ergab sich der Namen São Bento da Porta Aberta.
Der Bau der heutigen Kirche stammt erst vom Ende des 19. Jahrhunderts und ist auch architektonisch wenig bedeutsam. An dem alten Wallfahrtsort begann der Bau der Kirche 1880, 1895 konnte sie fertiggestellt werden. Der Glockenturm, der sich an der Fassade schmiegt, wirkt von Caniçada aus dem Tal als Spitze des Heiligtums. Von der Kirchenausstattung sind die Azulejotafeln im Altarraum, die das Leben des hl. Benedikt darstellen, sowie der mit Gold überzogene Altaraufsatz hervorzuheben. Es wird das Bild des heiligen Benedikt verehrt, vor dem die Pilger ihre Opfergaben und ihre Versprechen abgeben.
Am 21. März 2015, anlässlich des 400-jährigen Jubiläums des Heiligtums, erhob Papst Franziskus auf Wunsch des Brager Erzbischofs Jorge Ortiga die Kirche in den Rang einer Basilica minor.

## Krypta
Neben der Basilika wurde 1994 die etwas tiefer gelegene, aber deutlich größere Kirche errichtet, um die große Anzahl an Pilger aufnehmen zu können. Diese Krypta genannte Kirche wurde 1998 geweiht und 2004 fertiggestellt. Bedeutsam sind die zehn Azulejos, die Episoden aus dem Leben des Hl. Benedikt darstellen.